# Hamilton Herbert Druce
Hamilton Herbert Charles James Druce (1869 - 21 juni 1922) was een Engelse entomoloog die gespecialiseerd was in Lycaenidae en in mindere mate in Hesperiidae. Zijn vader is de Engelse entomoloog Herbert Druce die ook aan Lepidoptera werkte.
Hamilton Herbert Druce was een fellow van de Zoological Society of London en van de Entomological Society of London.